# Нижня Германія

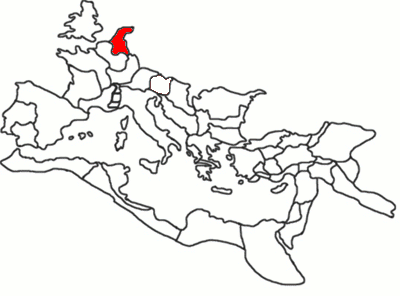
Римська провінція Нижня Германія бл. 120 року.

50°35′ пн. ш. 5°13′ сх. д. / 50.58° пн. ш. 5.22° сх. д.
Нижня Германія (лат. Germania Inferior) — провінція Римської імперії з центром у теперішньому місті Кельн (лат. Colonia Claudia Ara Agrippinensium), розташована на лівому березі Рейну, на південь і на захід від сучасних Нідерландів і цілком містила в собі сучасну Бельгію і Люксембург, частину північно-східної Франції і західної Німеччини.

## Географія
На заході межувала з провінцією Белгіка, на півдні — із Верхньою Германією, на сході з територією варварів. Основні поселення: Кастра Вітера і Колонія Ульпія Траяна — обидва поблизу Ксантена, Неймегена (лат. Ulpia Noviomagus Batavorum), Утрехт (лат. Trajectum ad Rhenum), Тонгерен (лат. Atuatuca Tungrorum), Турне (лат. Tournai), Бонн (лат. Bona) і Кельн (лат. Colonia Agrippinensis).

## Історія
Вперше римляни вступили на території за Рейном під час галльської війни Юлія Цезаря. Легіони Цезаря одночасно з каральною і розвідувальною метою переправились через Рейн у 57 до н. е. У ході походів Цезаря були знищені племена менапіїв і ебуронів.
Перші римські поселення в Нижній Германії з'явилися у 50-х рр. до н. е. Тоді ці землі належали до провінції Белгіка. Статус римської провінції отримала у 90, пізніше стала імператорською провінцією.
Римські війська у ції провінції називались Exercitus Germaniae Inferioris і становили 4 легіони та Ауксілії.

### Римське керівництво
- Публій Сульпіцій Скрибоній Прокул (66-67)
- Вітеллій (68-69)
- Гай Ділій Вокула (69-70)
- Авл Марій Цельс (71-73)
- Луцій Ацилій Страбон (73-78)
- Гай Юлій Кордін Гай Рутілій Галлік (78)
- Децим Юній Новій Пріск (78-80)
- Секст Юлій Фронтін (80-83)
- Авл Буцій Лаппій Максим (87-89)
- Луцій Яволен Пріск (89-90 — 91-92)
- Луцій Ліциній Сура (97-98)
- Авл Платорій Непот Апоній Італік Манілліан (117—119)
- Гай Квінкцій Церт Публіцій Марцелл (128)
- Квінт Лоллій Урбік (133—138)
- Гай Юлій Север (142—150)
- Гней Юлій Вер (152—158)
- Тіберій Клавдій Юліан (158—160)
- Вірій Луп (193—197)
- Гай Валерій Пуден (197 — 198—199)
- Луцій Марій Максим Перпетв Авреліан (200—203)
- Тит Статілій Барбар (203)
- Луцій Луккей Мартін (211-212)
- Гай Фурій Сабін Аквіла Тімесіфей (233—238)
- Постум (259—260)